# إقليم لابي (غينيا)
إقليم لابي هو إقليم غيني يقع في شمال وسط غينيا. وتحدها دول السنغال و مالي والأقاليم الغينية فرانه، كينديا، مامو، وبوكي .

## المحافظات
يشمل إقليم لابي على المحافظات التالية:
- محافظة كوبيا
- محافظة لابي
- محافظة ليلوما
- محافظة مالي
- محافظة توجيه